# Nouveau Rhin français (1945-1966)

Le Nouveau Rhin français est un journal régional alsacien, édité de 1945 à 1965, à Colmar. Son directeur était le journaliste éditorialiste Marcel Jacob.

## Ligne éditoriale
Le journal publie des textes en français et en allemand et se définit comme un quotidien chrétien et républicain. Il est diffusé dans l'ensemble du département du Haut-Rhin et dans la partie sud du Bas-Rhin, avec un tirage avoisinant les 40 000 exemplaires.
Marcel Jacob a dirigé, pendant la période de l’après-guerre, l’un des derniers journaux d’opinion de province. « L’influence que le journal (il s’agit du Nouveau Rhin Français) exerça sur ses lecteurs, en particulier par les articles de fond quasi quotidiens de son directeur, s’avéra des plus profondes. Marcel Jacob apparut à beaucoup comme la conscience et le porte-parole des catholiques de Haute Alsace ».

## Historique
Son ISSN est 1277-8516. Le titre a été numéroté comme suit : Première année, no 1 (20 février 1945) - 21e année, no 304 (31 décembre 1965).
En février 1948, le journal absorbe La Tribune de Mulhouse. En 1954, le journal ne paraît pas entre le 30 novembre et le 10 décembre.
En 1961, il affiche un tirage de 30 000 exemplaires quotidiens mais passe à 25 000 exemplaires quotidiens en 1963.
En 1962, le journal l'Alsace fait l'acquisition du Nouveau Rhin français. Le journal cesse de paraître le 1er janvier 1966 et devient, le lendemain, le L' Alsace édition Rhin français : grand quotidien régional d'information : édition Nord. Il est réalisé à Mulhouse. Le directeur de la publication est Louis Zimmermann. Il est imprimé en Broadsheet (grand format, 540 × 385 mm)  mais cesse de paraître le 31 mars 1966.